# Anna Pavlovna af Rusland
Anna Pavlovna (russisk: Анна Павловна, tr. Anna Pavlovna; født 18. januar 1795 i Sankt Petersborg, død 1. marts 1865 i Haag) var storfyrstinde af Rusland og dronning af Nederlandene via sit ægteskab med kong Vilhelm 2. af Nederlandene. Anna var datter af zar Paul 1. af Rusland.

## Familie og ungdom
Storfyrstinde Anna blev født som det ottende barn og sjette datter af storfyrst Paul af Rusland og hans hustru, storfyrstinde Maria Fjodorovna, en fyrstinde af hertugdømmet, senere Kongeriget Württemberg.
Anna voksede op hos sin moder efter at Paul 1. blev myrdet i 1801. Anna var specielt knyttet til sine to yngre brødre, den senere Nikolaj 1. af Rusland og storfyrst Mikhail Pavlovitj af Rusland, og de kaldte sig triumviratet.
Den franske kejser Napoleon 1. anmodede om hendes hånd, men det afviste hendes mor og ældste bror, Alexander 1. af Rusland.

## Ægteskab
I 1816 i Vinterpaladset blev Anna gift med den hollandske tronfølger, fyrsten af Orange, den senere Vilhelm 2. Ægteskabet var foreslået af Alexander 1. som symbol på den alliance, der var indgået efter Wienerkongressen.
Vilhelm kom til Rusland inden forlovelsen, for at de kunne lære hinanden at kende, og parret blev i landet i et år. Anna beholdt sin religion efter ægteskabet.
Parret fik fem børn
- Vilhelm 3. af Nederlandene
- Alexander af Nederlandene
- Henrik af Nederlandene
- Ernst Casimir af Nederlandene
- Sophie af Nederlandene

## Kronprinsesse
Anna fandt den første tid vanskelig. Forskellene mellem Rusland og Holland var store, og især den meget afslappede holdning til klasse og rang i hendes nye hjemland var chokerende for Anna. 
Indtil 1830 og revolutionen boede parret i Bruxelles. Anna holdt mere af byen end af den nordlige del af landet, da den mindede hende om hendes hjemland. 
Hendes ægteskab med Wilhelm var stormfuldt. Hun mente, at hun havde højere rang end ham. I 1829 blev hendes smykker stjålet, og hun anklagede ham for at havde stjålet dem for at betale sin spillegæld. Hans utroskab skabte splid imellem dem, og de boede separat indtil 1843. 
Hun forsøgte dog at mægle mellem sin mand og sin svigerfader, Vilhelm 1. af Nederlandene, når de stredes om politiske spørgsmål.
Selv var Anna ikke politisk aktiv til trods for hendes stærke politiske overbevisninger. Hun er beskrevet som intelligent, følsom, loyal mod sin familie, men med et voldsomt temperament.

## Dronning og enkedronning
I 1840 abdicerede Annas svigerfader, og hun blev dronning. Hun blev beskrevet som værdig, arrogant og fjern fra befolkningen.
Hun lærte at tale hollandsk, men fastholdt en streng etikette og blev aldrig populær. Hun holdt af pomp og pragt, formelle ceremonier og ritualer. 
Anna korresponderede ofte med sine slægtninge i Rusland og elskede mindet om sit hjemland. Det er sagt om hende, at hun mere var en russisk storfyrstinde end en hollandsk dronning.
I 1849 døde Annas mand og hun var nu enkedronning. Hun forlod det kongelige palads, og trak sig tilbage fra hoffet. Herefter levede hun diskret.
Hun kom ikke særlig godt ud af det med sin svigerdatter og niece, Sophie af Württemberg. Hun havde været imod ægteskabet og behandlede Sophie med foragt.